# ƺ
Cette page contient des caractères spéciaux ou non latins. S’ils s’affichent mal (▯, ?, etc.), consultez la page d’aide Unicode.
La lettre ƺ (minuscule sans forme majuscule), appelée ej hameçon, est un symbole phonétique qui était utilisé dans l’alphabet phonétique international.

## Utilisation
Dans l’alphabet phonétique international, ej hameçon ‹ ƺ › a été utilisé à partir de 1928 pour représenter une consonne fricative alvéolaire voisée labialisée. Ce symbole, peu utilisé, est retiré de l’API en 1976 ; cette consonne pouvant aussi être représenter par ‹ ʒ̫ › ou ‹ ʒʷ ›, et uniquement par ‹ ʒʷ › après 1989.

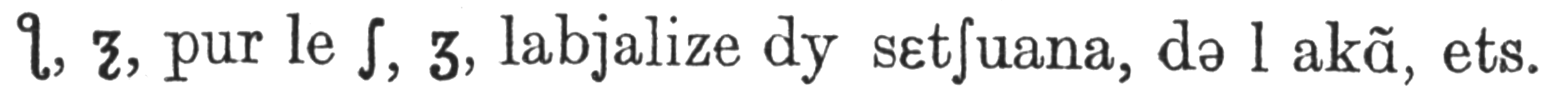
ƺ tel qu’adopté dans l’API en 1928 dans Le Maître phonétique.

Le ej hameçon a aussi été utilisée comme lettre dans l’orthographe de Stefan Ramułt (en) dans son dictionnaire cachoube de 1893, par la suite remplacée par le digramme dz ‹ dz ›.

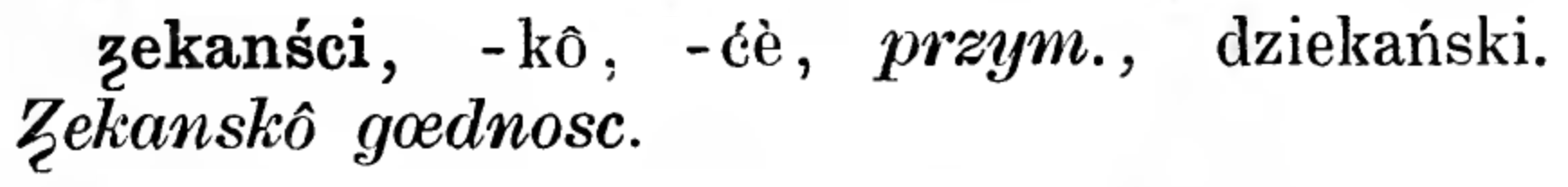
Entrée pour ƺekanści dans le dictionnaire cachoube de Stefan Ramułt.

Friedrich Lorentz utilise l’ej hameçon ‹ ƺ › dans son orthographe cachoube, notamment dans des textes cachoube publiés de 1913 à 1924 et dans un ouvrage sur les toponymes cachoubes publié en 1933.

## Représentation informatique
Cette lettre possède la représentation Unicode (Latin étendu B) suivante :
| formes    | représentations | chaînes de caractères | points de code | descriptions                         |
| --------- | --------------- | --------------------- | -------------- | ------------------------------------ |
| minuscule | ƺ               | ƺ                     | U+01BA         | lettre minuscule latine ej à jambage |